# Katedra Najświętszej Maryi Panny w Tallinnie
Katedra Najświętszej Marii Panny w Tallinnie (est. Tallinna Neitsi Maarja Piiskoplik Toomkirik) – główny estoński kościół luterański i jeden z trzech funkcjonujących kościołów średniowiecznych w Tallinnie.
Pierwotny drewniany kościół powstał w tym miejscu w 1219 r., zaraz po zdobyciu kraju przez Duńczyków. W 1243 r. zbudowano na jego miejscu kamienną, gotycką świątynię. Obecny wygląd jest efektem licznych przebudów, hełm wieży jest barokowy, a niektóre kaplice późniejsze.
Interesującymi elementami wnętrza świątyni są liczne nagrobki i epitafia nagrobne powstałe z okresie od XIII w do XVII wieku. Pochowani są tutaj m.in. Pontus De la Gardie i jego żona Sofia Gyllenhelm, nieślubna córka króla szwedzkiego Jana III Wazy. Nagrobek Pontusa De la Gardie to monumentalny sarkofag renesansowy z elementami francuskiego i holenderskiego manieryzmu, dzieło znanego rzeźbiarza i architekta Arenta Passera z roku 1595. Wieko sarkofagu zdobią dwie płaskorzeźby, przedstawiające postacie naturalnej wielkości. Poza tym spoczywają tu także: admirał Samuel Greigh, kochanek Katarzyny II, Heinrich Matthias von Thurn, jeden z protestanckich przywódców powstania przeciw Habsburgom w Czechach w 1618 r., a następnie wódz i dyplomata w służbie szwedzkiej w Estonii czy rosyjski admirał Adam Johann von Krusenstern, który w latach 1802-1806 poprowadził pierwszą rosyjską ekspedycję dookoła kuli ziemskiej.

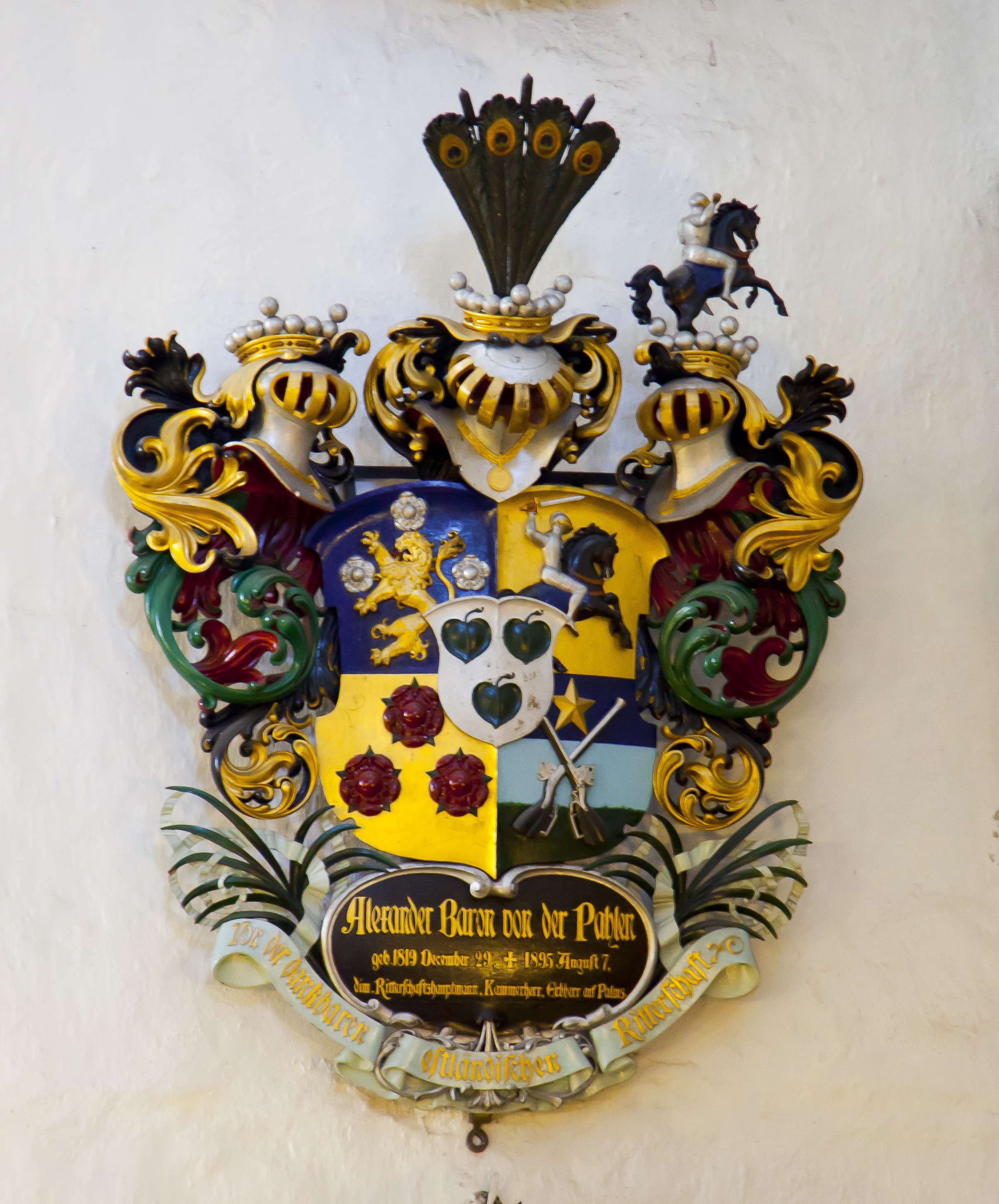
Herb von Pahlen
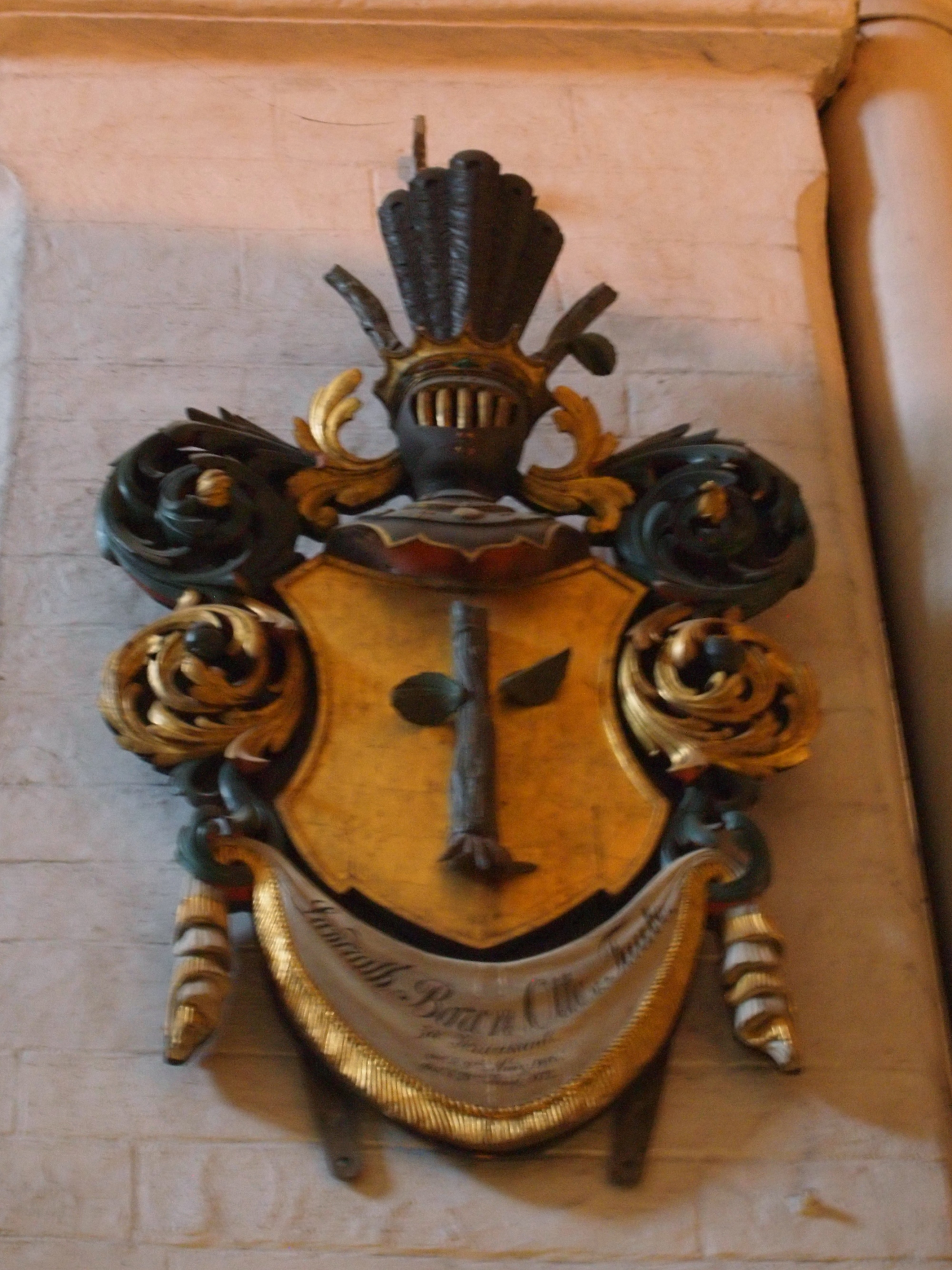
Herb Otto von Taube
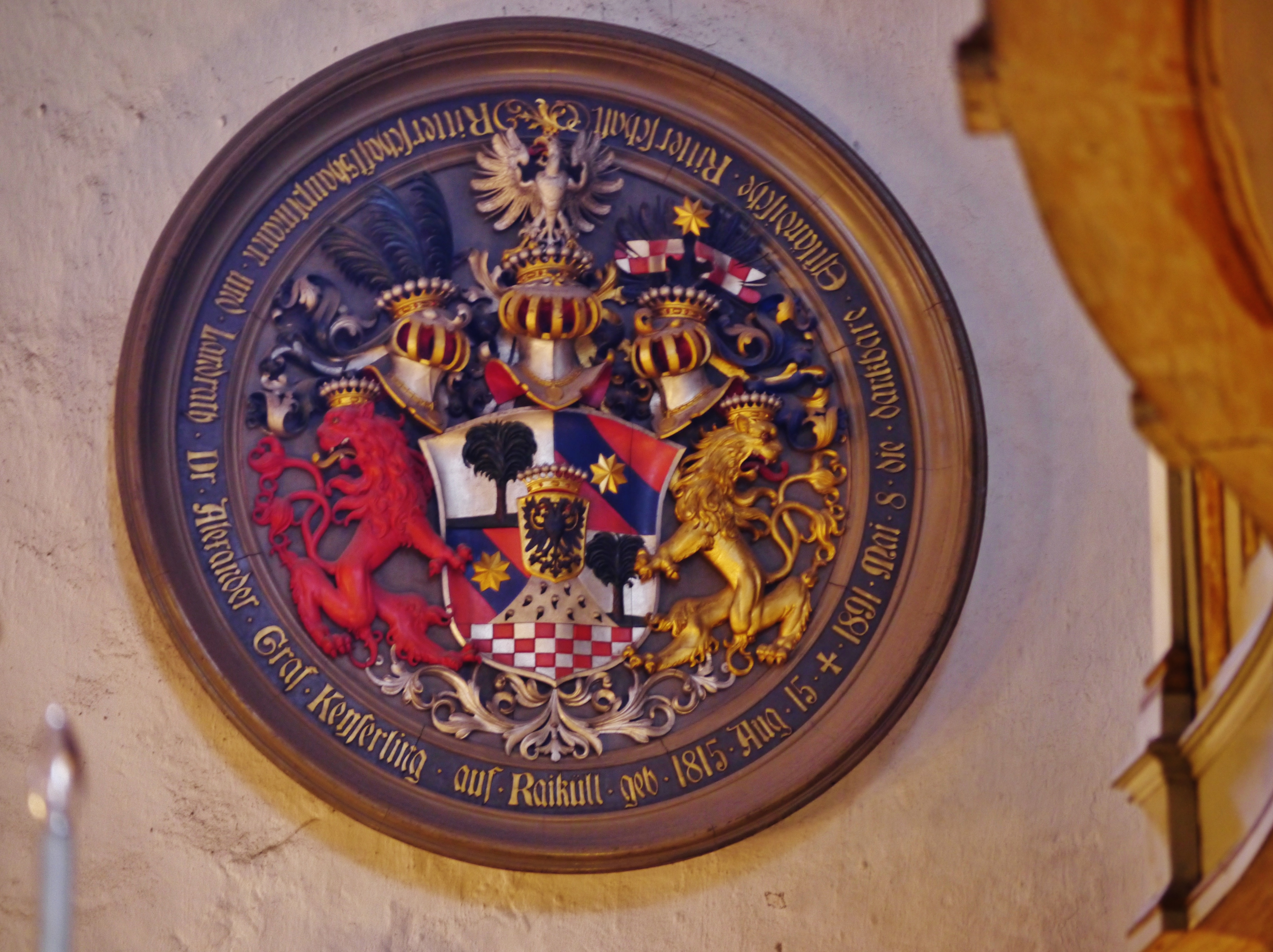
Herb hr. von Keyserling
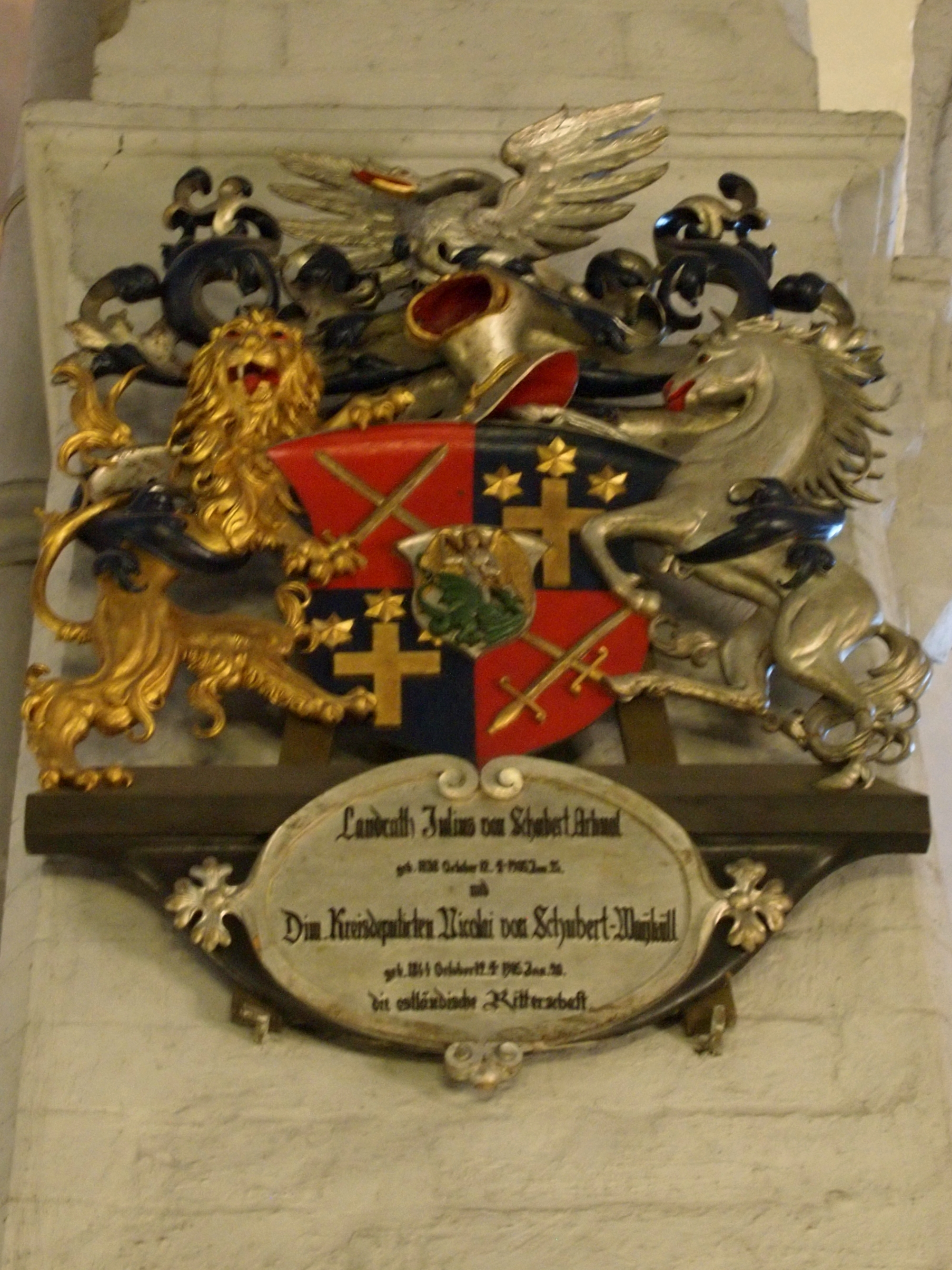
Herb von Schubert
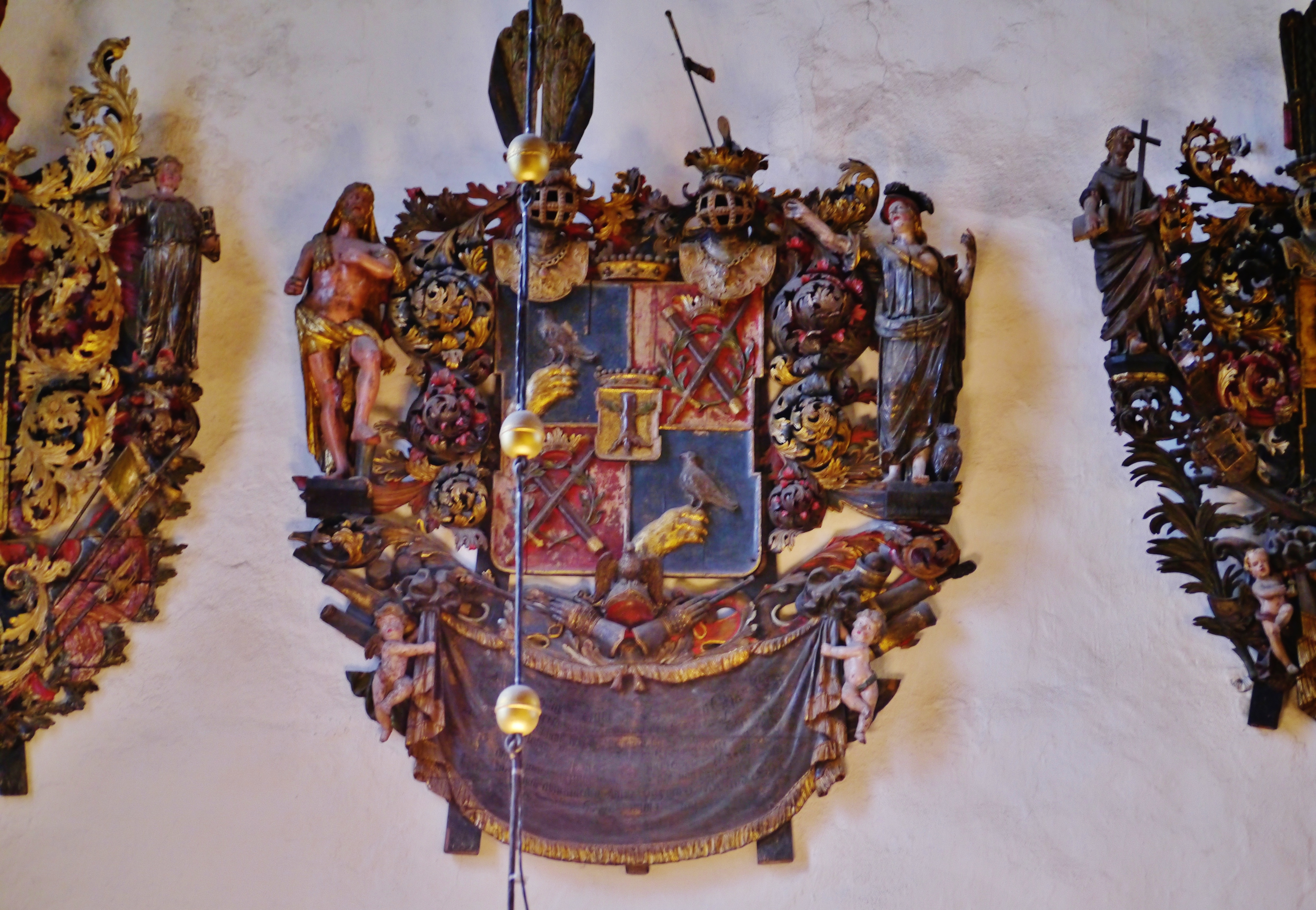
Herb Otto von Taube